# Systemasystem
SYSTEMASYSTEM (рус. чит. Систе́ма систе́м) — украинская рок-группа играющая атмосферный рок с элементами индастриал, эмбиэнт, трип-хоп, электроники. Образовалась в городе Обу́хове в 2010 году. Основным продюсером, певцом, автором текстов и музыкантом в проекте является Андрей Савин.

## 
Группа образовалась летом в городе Обу́хове в 2010 году. Трое музыкантов Андрей Савин, Роман Бычков и Тарас Муравицкий до этого играли в группе ЛОVE, после её распада, была создана группа SYSTEMASYSTEM. Самостоятельно записав и выпустив первые синглы : «Не Чіпай», «М. М. Н. Т.», «Малюнки На Битому Склi», группа находит своих слушателей и получает приглашения на различные фестивали и концерты.
В январе 2011 года к группе присоединяется ещё один участник — Стас Зайцев.

### Дебютный альбом
1 июня 2011 года вышел дебютный одноименный альбом SYSTEMASYSTEM. В него вошло 15 треков, 5 из них инструментальные. Все песни записаны на украинском языке. Запись была произведена на домашней студии звукозаписи. Часть фоновых звуков для альбома записывалась в индустриальной зоне города Обу́хова — преимущественно на территории силикатного завода. В песнях «Сонце», «Не Стримуй», «Процес» можно услышать звуки работающих моторов и падающих кирпичей. Альбом был выпущен как цифровой релиз и продавался в магазинах iTunes, Amazon и др. Позже альбом был выложен для свободного скачивания в интернете.

### 2011—2012
11 ноября 2011 вышел промоклип на песню «Не Чіпай».
В 2012 году группа записала видео на студии «Звукоцех» в Киеве, где музыканты исполнили 4 песни из дебютного альбома.
В этом же году вышли три сингла на русском языке: «Сны», «Силуэты», «Заставь Их Говорить» из которых два последних были записаны совместно с Jay — вокалисткой группы Светотень.

В марте SYSTEMASYSTEM принимала участие в музыкальном телемарафоне «Пісня об’єднує нас!», где в живую исполнила 8 песен. Марафон транслировался в Интернете, и на Первом Национальном телеканале.

### 2013
15 августа состоялся релиз первой части нового полноформатного альбома группы SYSTEMASYSTEM.
Альбом носит название "Я Рисую Весь Мир" и состоит из двух частей.
Работа над альбомом длилась с середины 2012 года. Запись материала проходила на домашней студии группы
и спродюсирована  Андреем Савиным. Немного позже в сети появилось официальное видео на песню "НВ" режиссёром которого является Андрей Савин.
Первая часть второго альбома уже доступна на официальном сайте группы systemasystem.com.

### 2014
1 июня выходит англоязычный сингл "Playing With Words" .

## Дискография

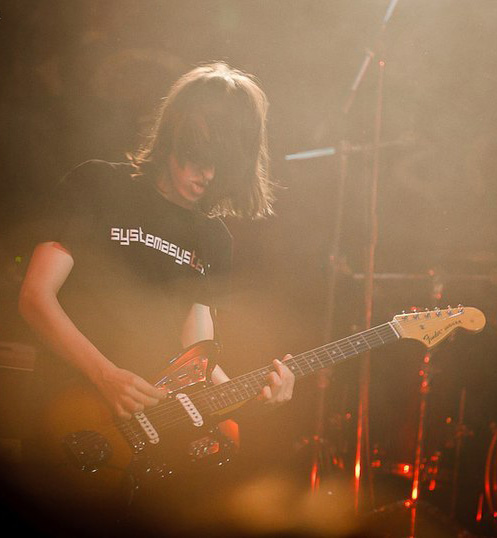
Андрей Савин

Студийные альбомы
- 2011 — SYSTEMASYSTEM
- 2013 — Я Рисую Весь Мир | Часть 1

Синглы
- 2010 — Не Чіпай
- 2010 — М.М.Н.Т.
- 2010 — Малюнки На Битому Склi
- 2012 — Сны
- 2012 — Силуэты
- 2012 — Заставь Их Говорить
- 2013 - НВ
- 2014 - Playing With Words

Клипы
- 2011 — Не Чіпай
- 2012 — 36
- 2014 — HB